# Рейн, Халина
Халина Рейн (нидерл. Halina Reijn; род. 10 ноября 1975, Амстердам, Нидерланды) — нидерландская актриса театра и кино, режиссёр, лауреат ряда нидерландских театральных премий, писательница.

## Биография
Халина Рейн родилась в Амстердаме 10 ноября 1975 года. Детство актрисы прошло в Вильдерванке под Гронингеном. В подростковом возрасте училась на подготовительных курсах актёрского мастерства в Гронингене, действовавших в рамках театральной программы под руководством Йосьи Хаманна.
Обучалась в Маастрихте в Академии драматического искусства, когда познакомилась с режиссёром Тё Бурмансом. Во время обучения присоединилась к его театральной труппе «Де Трюст». За роли Офелии в «Гамлете» и Лулу в «Покупках и сексе» в 1998 году получила престижную нидерландскую театральную премию «Коломбина» в номинации «Лучшая актриса второго плана».
В 2003 году переехала в Амстердам и присоединилась к театральной труппе «Тоннельгруп», где участвовала в постановках режиссёра Иво ван Хове. За роли в пьесах «Укрощение строптивой», «Гедда Габлер», «Орестея» и «Траур к лицу Электре» была номинирована на премию Тео д’Ор в номинации «Лучшая актриса». В июне 2009 года получила приз Международного театрального фестиваля в Торуни, в Польше. В 2013 году получила премию Тео д’Ор в номинации «Лучшая актриса» за роль Норы в одноимённой пьесе Генрика Ибсена, поставленной режиссёром Тибо Дельпэйтом.
Снялась в номинировавшимся на премию «Оскар» фильме «Зус и Зо» Паулы ван дер Уст и комедии «Гримм» Алекса ван Вармердама, в фильмах «Тысяча поцелуев» Виллема ван де Санде Бакёйзена, «Черная книга» Пола Верховена, «Слепой» Тамар ван ден Доп.
Играла в нидерландских телесериалах «Счастье Прил», «Форт Альфа» и «Юнит 13». На телевидении она была частым гостем передачи Маттийса ван Ниювкерке «Мир продолжает вращаться». В 2007 году исполнила роль Мейбл Виссе-Смит в двухсерийном телесериале «Принц и девушка», за которую была удостоена премии «Золотой телёнок» в номинации «Лучшая актриса». В 2013 году снялась в главной роли в телесериале «Чарли», римейке популярного американского сериала «Сестра Джеки».
В октябре 2005 года издала свою первую книгу — психологический роман «Принцессе никогда не достаточно».С 2005 по 2009 года была обозревателем нидерландского еженедельника «Вива», в котором в 2009 году был опубликован её дневник «Галина: притворяясь кем-то другим». В 2013 году опубликовала книгу «Анти Гламур». В настоящее время является постоянным обозревателем периодических изданий — нидерландского «Эйткранта» и фламандского «ДМ Магазине».
В 2010 году снялась в фильме «Обеденный клуб» режиссёра Роберта Яна Вестдийка, по одноимённой книге Саскии Норт. Сыграла главную роль в психологическом триллере «Изабель» режиссёра Бена Сомбогарта по книге Тессы де Лоо. Премьера фильма состоялась в Нидерландах в сентябре 2011 года.